# Mohammad Khakpour
Mohammad Khakpour (persan : محمد خاکپور, né le 20 février 1969 à Téhéran) est un footballeur iranien.